# Караженский
Караженский — хутор в Клетском районе Волгоградской области, входит в состав Клетского сельского поселения.

## История
Точной даты основания хутора Караженского нет, предположительно это XVII век.
По одной из версий название хутора произошло от кустарника Карагач, который рос повсеместно в этих местах.

## Географическое положение
Хутор расположен в 4 км северо-западнее районного центра — станицы Клетской. На юге Караженский граничит с хутором Поднижний.

## Население
| 2002 | 2010 |
| ---- | ---- |
| 230  | ↘228 |

## Инфраструктура
Хутор газифицирован и электрифицирован, площадь 112 га
На хуторе имеются два магазина, сельский клуб, детская игровая площадка, ранее действовала начальная школа.
Улицы: Печёрских, Казачья.
Переулки: Школьный, Весенний.

## Достопримечательности
На хуторе имеется памятник погибшим солдатам в годы Великой Отечественной войны.
Главной достопримечательностью является река Дон.